# Lamachus australis
Lamachus australis är en stekelart som först beskrevs av Otto Schmiedeknecht 1914.  Lamachus australis ingår i släktet Lamachus och familjen brokparasitsteklar. Arten är reproducerande i Sverige. Inga underarter finns listade i Catalogue of Life.